# Атши Багаван
Багаван (также известный как Багуан или Атши Багаван) — историческая провинция Каспианы. Он был расположен на правом берегу Аракса (Араса), что примерно соответствует северо-восточной части Ирана.
В Багаване находился исторический город Багаран, который также был известен как Атши Багаван.(араб. и перс. «Багарван» или «Баджарван»). В древние времена река Багарван протекала неподалёку от Багарана; в настоящее время река известна как Базарчай. Однако талыши до сих пор называют её рекой Багару.
До XVII века район Багавана всё ещё назывался «Беджирван». Название «Атши», вероятно, происходит от среднеперсидского atash («огонь»), что, согласно Р. Хьюсену (цитируя С. Еремяна), подразумевает, что город «мог когда-то быть центром зороастрийского культа».